# 방송통신고등학교
방송통신고등학교(放送通信高等學校)는 고등학교 과정을 방송을 통해서 이수함으로써 고등학교 학력을 얻는 교육기관이다. 1974년에 처음으로 도입되었으며, 현재 공립학교의 부설학교 방식으로 설치되어 있다.

## 학교 목록
대한민국 내 방송통신고등학교를 부설로 두고있는 학교는 다음과 같다.

### 서울특별시
- 경복고등학교
- 경동고등학교
- 영등포고등학교
- 경기여자고등학교
- 수도여자고등학교

### 부산광역시
- 경남여자고등학교
- 동래고등학교

### 인천광역시
- 인천여자고등학교
- 제물포고등학교

### 대구광역시
- 대구고등학교

### 광주광역시
- 광주고등학교
- 전남여자고등학교

### 대전광역시
- 대전고등학교
- 대전여자고등학교

### 울산광역시
- 학성고등학교

### 경기도
- 수성고등학교
- 수원여자고등학교
- 호원고등학교
- 상동고등학교
- 서현고등학교

### 강원특별자치도
- 묵호고등학교
- 설악고등학교
- 원주고등학교
- 춘천고등학교
- 춘천여자고등학교
- 황지고등학교
- 강릉제일고등학교

### 충청북도
- 청주고등학교
- 충주고등학교

### 충청남도
- 천안중앙고등학교
- 홍성고등학교

### 전북특별자치도
- 전주고등학교
- 전주여자고등학교

### 전라남도
- 목포고등학교
- 순천고등학교

### 경상북도
- 구미고등학교
- 김천중앙고등학교
- 안동고등학교
- 포항고등학교

### 경상남도
- 마산고등학교
- 진주고등학교

### 제주특별자치도
- 제주제일고등학교

## 같이 보기
- 대한민국의 검정고시
- 방송통신중학교
- 한국방송통신대학교